# Championnat d'Afrique des nations junior féminin de handball
Le championnat d'Afrique des nations junior féminin de handball réunit tous les deux ans depuis 1980 les meilleures équipes nationales junior (moins de 21 ans) féminines de handball.
Comme chez les senior, la compétition est dominée par l'Angola, vainqueur en 2022 de son 10e titre.

## Palmarès

### Bilan
| Rang  | Nation        | Médaille d'or, Afrique | Médaille d'argent, Afrique | Médaille de bronze, Afrique | Total |
| ----- | ------------- | ---------------------- | -------------------------- | --------------------------- | ----- |
| 1     | Angola        | 10                     | 4                          | 2                           | 16    |
| 2     | Nigeria       | 3                      | 2                          | 2                           | 7     |
| 3     | Côte d'Ivoire | 3                      | 0                          | 2                           | 5     |
| 4     | / Congo       | 2                      | 2                          | 2                           | 6     |
| 5     | Tunisie       | 1                      | 6                          | 3                           | 10    |
| 6     | Algérie       | 1                      | 3                          | 3                           | 7     |
| 7     | Égypte        | 0                      | 2                          | 1                           | 3     |
| 8     | RD Congo      | 0                      | 1                          | 1                           | 2     |
| 9     | Guinée        | 0                      | 0                          | 1                           | 1     |
| Total | Total         | 20                     | 19                         | 17                          | 56    |

### Palmarès détaillé
Le palmarès détaillé est,
| 1980      | Lagos       | Côte d'Ivoire                                          |                                                        | Nigeria                                                | Tunisie                                                |                                                        | Égypte                                                 |
| 1982      | Cotonou     | Côte d'Ivoire                                          |                                                        | Nigeria                                                | RP Congo                                               | RP Congo                                               | RP Congo                                               |
| 1984      | Bauchi      | Côte d'Ivoire                                          | 28 – 15                                                | RP Congo                                               | Nigeria                                                |                                                        | inconnu                                                |
| 1986      | Alger       | Nigeria                                                | 12 – 04                                                | Algérie                                                | RP Congo                                               | 23 - 19                                                | Angola                                                 |
| 1988      | Tunis       | Nigeria                                                | TTR                                                    | Algérie                                                | Angola                                                 |                                                        | Tunisie                                                |
| 1990      | Le Caire    | Nigeria                                                | TTR                                                    | Angola                                                 | Algérie                                                |                                                        | Égypte                                                 |
| 1992      | Tunis       | Algérie                                                | TTR                                                    | Tunisie                                                | Pas de 3e place (2 pays)                               | Pas de 3e place (2 pays)                               | Pas de 3e place (2 pays)                               |
| 1994      | Le Caire    | Annulé à cause d'un nombre insuffisant de participants | Annulé à cause d'un nombre insuffisant de participants | Annulé à cause d'un nombre insuffisant de participants | Annulé à cause d'un nombre insuffisant de participants | Annulé à cause d'un nombre insuffisant de participants | Annulé à cause d'un nombre insuffisant de participants |
| 1996      | Le Caire    | Angola                                                 |                                                        | inconnu                                                | inconnu                                                |                                                        | inconnu                                                |
| 1998      | Abidjan     | Angola                                                 |                                                        | Congo                                                  | Côte d'Ivoire                                          |                                                        | Burkina Faso                                           |
| 2000      | Tunis       | Angola                                                 |                                                        | Tunisie                                                | Algérie                                                | Algérie                                                | Algérie                                                |
| 2002      | Cotonou     | Congo                                                  | 31 – 24                                                | Angola                                                 | Algérie                                                | 25 – 21                                                | Tunisie                                                |
| 2004      | Abidjan     | Angola                                                 | 27 – 25                                                | Tunisie                                                | Congo                                                  | –                                                      | Côte d'Ivoire                                          |
| 2006      | Abidjan     | Angola                                                 | 26 – 19                                                | Algérie                                                | Nigeria                                                | 25 – 22                                                | Côte d'Ivoire                                          |
| 2009      | Abidjan     | Angola                                                 | 29 – 21                                                | Tunisie                                                | RD Congo                                               | –                                                      | Cameroun                                               |
| 2011      | Ouagadougou | Congo                                                  | 25 – 24                                                | Angola                                                 | Tunisie                                                | 34 – 27                                                | Algérie                                                |
| 2013 (en) | Oyo         | Angola                                                 | 23 – 21                                                | RD Congo                                               | Tunisie                                                | 37 – 33                                                | Congo                                                  |
| 2015 (en) | Nairobi     | Angola                                                 | TTR                                                    | Tunisie                                                | Égypte                                                 | TTR                                                    | Kenya                                                  |
| 2017 (en) | Abidjan     | Angola                                                 | TTR                                                    | Égypte                                                 | Côte d'Ivoire                                          | TTR                                                    | Cap-Vert                                               |
| 2019 (en) | Niamey      | Tunisie                                                | 26 – 25                                                | Angola                                                 | Guinée                                                 | 37 – 25                                                | RD Congo                                               |
| 2022      | Conakry     | Angola                                                 | 18 – 17                                                | Égypte                                                 | Tunisie                                                | 30 – 27                                                | Guinée                                                 |
| 2023      | Monastir    | inconnu                                                | .. – ..                                                | inconnu                                                | inconnu                                                | .. – ..                                                | inconnu                                                |

## Résultats détaillés

### Championnat d'Afrique des nations 1980
Le premier Championnat d'Afrique des nations junior a eu lieu à Lagos au  Nigeria du 26 décembre 1980 au 1er janvier 1981.
Classement final
1. Côte d'Ivoire
2. Nigeria
3. Tunisie
4. Égypte

### Championnat d'Afrique des nations 1982
Le deuxième Championnat d'Afrique des nations junior a eu lieu à Cotonou au  Bénin du 22 au 29 décembre 1982.
Classement final
1. Côte d'Ivoire
2. Nigeria
3. RP Congo
4. Bénin

### Championnat d'Afrique des nations 1984
Le troisième Championnat d'Afrique des nations junior a eu lieu à Bauchi au  Nigeria du 22 décembre 1983 au 5 janvier 1984 :
Classement final
1. Côte d'Ivoire
2. RP Congo
3. Nigeria
4. Algérie.

Effectifs
- Algérie : Brahim, Foudad, Haouli, Bouziane, Benamar, Hamdéne, Khelafi, Kadi, Hiréche, Kaddour Chérif, Yalaoui, Belkacim, Amoura, Bouderbala, Belhoum, Dendah, Touafek, Zaghli. Entraineurs : Chebira, Moussa et Mme Solomonov.

### Championnat d'Afrique des nations 1988
Le cinquième Championnat d'Afrique des nations junior a réuni 4 pays au palais des sports d'El Menzah de Tunis en  Tunisie du 18 au 24 décembre 1988.
La compétition disputée sous la forme d'un mini-championnat avec aller et retour. Le programme, et les résultats sont,, :
| Matchs aller - 18 décembre 1988 : - Nigeria bat Angola 30-19 - Tunisie et Algérie 13-13 - 19 décembre 1988 : - Nigeria bat Tunisie 16-12 - Angola bat Algérie 27-17 - 20 décembre 1988 : - Tunisie et Angola ?-? - Nigeria bat Algérie 14-13 | Matchs retours - 22 décembre 1988 : - Nigeria bat Angola ?-? - Algérie bat Tunisie 15-13 - 23 décembre 1988 : - Nigeria bat Tunisie ?-? - Algérie bat Angola 20-17 - 24 décembre 1988 : - Angola et Tunisie ?-? - Nigeria bat Algérie 17-09 |

Mercredi 21 décembre 1988 : journée de repos.
Le classement final est,,,, :
|   | Équipe  | Pts | J | G | N | P | Bp | Bc  | Diff |
| - | ------- | --- | - | - | - | - | -- | --- | ---- |
| 1 | Nigeria | 18  | 6 | 6 | 0 | 0 | 0  | 0   |      |
| 2 | Algérie | 11  | 6 | 2 | 1 | 3 | 87 | 101 | -14  |
| 3 | Angola  | 10  | 6 | 2 | 0 | 4 | 0  | 0   |      |
| 4 | Tunisie | 9   | 6 | 1 | 1 | 4 | 0  | 0   |      |

Parmi les effectifs celui de l'Algérie était : Zahia Makhlouf (IRB El-Biar), Farida Hanouche (IR Mécanique Aïn Taya), Karima Bouderbala (IR Mécanique Aïn Taya), Assia Foudad (MA Hussein Dey), Djamila Slimani (MA Hussein Dey), Sabrina Messis (MA Hussein Dey), Samia Beneseghir (ERC Alger), Aïcha Kouta (IRB/ECT Alger), Nadra Aouka (IRB/ECT Alger),  Nadia Benzine (MA Hussein Dey), Lynda Cherik (MA Hussein Dey),  Wafaa Mekaissi (Solb Annaba), Wahiba Benouioua (Hamra Annaba), Nedjma Dindah (Hamra Annaba). Entraineurs : Mell, Soraya Moussaoui et Miloud Blalouz.

### Championnat d'Afrique des nations 1990
Le sixième Championnat d'Afrique des nations junior a réuni quatre pays au Caire en Égypte du 14 au 21 décembre 1990.
Les 4 sélections participantes s'affrontent deux fois.
Résultats partiels
- vendredi 14 décembre 1990 : Algérie et Angola match nul
- (jour NN) décembre 1990 : Algérie bat Angola 18-14
- vendredi 21 décembre 1990 à 11h : Angola bat Égypte 25-07
- vendredi 21 décembre 1990 : Nigeria bat Algérie 21-14 (mi-temps 9-8).

Classement final
1. Nigeria, 13 pts, 81 buts pour, 63 buts contre (+18)
2. Angola, 12pts, 97 bp, 86 bc (+11)
3. Algérie, 12pts, 106 bp, 118 bc (-12)
4. Égypte, 4pts, 24bp, 94 bc (-70)

### Championnat d'Afrique des nations 1992
Le septième Championnat d'Afrique des nations junior a réuni seulement 2 pays à Hammamet en Tunisie du 22 au 26 décembre 1992. Les deux équipes se rencontrent deux fois.
Résultats
- 22 décembre :  Algérie 15-14  Tunisie
- 26 décembre :  Tunisie 14-24  Algérie

Classement final
|                            | Équipe  | Pts | J | G | N | P | Bp | Bc | Diff |
| -------------------------- | ------- | --- | - | - | - | - | -- | -- | ---- |
| Médaille d'or, Afrique     | Algérie | 6   | 2 | 2 | 0 | 0 | 39 | 28 | 11   |
| Médaille d'argent, Afrique | Tunisie | 2   | 2 | 0 | 0 | 2 | 28 | 39 | -11  |

### Championnat d'Afrique des nations 1996
Le neuvième Championnat d'Afrique des nations junior a réuni quatre pays au Caire en Égypte en avril 1996 :
- Égypte, pays hôte,
- Angola, futur vainqueur de la compétition
- Cote d'Ivoire
- Tunisie.

Les résultats et le classement (en dehors de la victoire de l'Angola) ne sont pas connus.